# NJ
NJ (в нижньому регістрі nj) — диграф літер «n» та «j».

## Історія
Двознак уперше винайшов Людевіт Гай : творець сербо-хорватської латинки. Його абетка заснована на чеській. У початковій її версії кожна м'яка фонема мала мати окремий симбол : Ć (чь) Ð (джь) Ľ (ль) Ň (нь).
Проте, в фінальній версії замість них  уживані : Cj Dj Lj Nj, перші дві згодом були замінені симболами вище. Рішення, ймовірно засноване на угорській : там м'якість позначається наступним《Y》; він, проте замінив《Y》 йотом. Пізніше зароваджений у словенську.

## Статус
Двознак вживається в таких мовах : каталонська, фарерська, словенська, сербо-хорвататська.  У неслов'янських мовах не вважажться літерою. У сербо-хорватській  вважається літерою ; у словенській ні, бо в багатьох її діалектах це є не [нь], а [нй] - себто остання літера вимовляється як звичайний 《J》.